# 민중민주운동협의회
민중민주운동협의회(民衆民主運動協議會, 약칭 민민협)는 1984년 6월 29일 창립된 대한민국 시민 단체이다. 농민, 노동운동, 성직자, 지식인 청년운동의 연대기구로 출발했으며, 공동대표로는 김승훈, 김동완, 이부영이 맡았다. 노동 탄압 저지운동, 해직언론인 복직 요구, 친일 세력에 대한 비판, 양심범 사면 운동 등을 펼쳤다
1985년 3월 29일 민주통일국민회의와 함께 민주통일민중운동연합으로 통합 결성되었다.

## 창립대회
1984년 6월 29일 오전 9시 ~ 11시에 서울특별시 성북구 돈암동 413-79번지 상지회관에서 열었다. 사회각계에서 민주주의 회복과 인권 보장, 사회 정의 실현과 민중 생존권 확보를 위해 노력해온 각 부문 대표가 모인 자리에서 이부영이 개회를 선언했다. 함세웅 신부가 임시의장으로 선출되었다.

## 창립취지
시대적 상황을 바르게 직시하고 대처해 나가기 위해서는 각 부문 운동의 개별적 수행이 지니는 한계를 극복하고, 범 국민적인 양심과 기대에 부응할 수 있는 연대 운동 모색

## 상임위원
- 성직자: 김승훈, 김동완
- 노동: 방용석, 이창복
- 농민: 배종열, 나상기, 가톨릭 농민회
- 청년: 김근태, 황인성, 김철기, 김영근
- 언론: 이부영
- 문화예술: 박태순, 여익구
- 노동선교: 김정택, 윤순녀

## 민중의 소리
민주 투쟁관련 소식을 전하는 기관지로 ‘민중의 소리’(타블로이드판 8면)를 발간했다. 편집인은 박계동이었다. 1984년 10월 18일 발간된 창간호 9천여 부는 1984년 10월 18일 인쇄소에서 경찰에 압수되었다. 1985년 2월 4일 민중의 소리 제 3호를 펴냈다.

## 조직
- 공동대표 김승훈 신부, 김동완, 이부영
- 서기 김근태
- 감사 배종열
- 사무국장 성유보

## 기타
소재지는 서울 종로구 종로 1가 46 번지 서울빌딩 703호로, 1984년 8월 11일 협의회 회원 및 민주 인사 등 200여명이 모인 가운데 입주식을 열었다. 문익환, 이돈명, 송건호가 축사를 했다.